# Abang Songan
Abang Songan is een bestuurslaag in het regentschap Bangli van de provincie Bali, Indonesië. Abang Songan telt 1227 inwoners (volkstelling 2010).